# Mercedes-Benz Group
Mercedes-Benz Group AG (pronunciado /mɛʁˈt͡seːdəs bɛnts/ (escucharⓘ), anteriormente Daimler) es un grupo de empresas multinacional automotriz con sede en Stuttgart, Alemania. Daimler-Benz se formó con la fusión de Benz & Cie y Daimler Motoren Gesellschaft en 1926. La compañía pasó a llamarse DaimlerChrysler al adquirir el fabricante estadounidense de automóviles Chrysler Corporation en 1998 y fue renombrada nuevamente como Daimler tras la venta de Chrysler en 2007. En febrero de 2022, Daimler pasó a llamarse Mercedes-Benz Group.
Desde 2014 Daimler es propietaria de varias marcas de turismos y furgonetas, incluyendo Mercedes-Benz, Mercedes-AMG, Mercedes-Maybach, Mercedes-EQ, Smart Automobile, además de tener acciones en BAIC Group. La marca de lujo Maybach fue cancelada a finales de 2012, pero revivió en abril de 2015 como versiones "Mercedes-Maybach" de la Clase S y Clase G de Mercedes-Benz. Por unidad de ventas, Daimler es el decimotercer fabricante de automóviles. Daimler proporciona servicios financieros a través de su división de servicios financieros y de movilidad Daimler Mobility. La compañía es integrante del índice del mercado de valores EURO STOXX 50. La compañía tenía una capitalización de mercado de aproximadamente US$85 700 000 000 (equivalente a $103 984 786 642 en 2023) a principios de 2018. El complejo Daimler AG en Stuttgart incluye la sede central de la empresa, las fábricas de automóviles Mercedes-Benz y Daimler, el museo Mercedes-Benz y el estadio MHPArena.

## Mercedes Benz
La historia de Mercedes-Benz se remonta a 1885, cuando Gottlieb Daimler, junto con Wilhelm Maybach, patentan un motor de cuatro tiempos, justo cuando  Karl Benz desarrollaba el motor monocilindro, también llamado de cuatro tiempos y funda la "Benz & Co". Un año después, en 1886 la Daimler - Motoren - Gesellschaft (DMG) fabricó su primer vehículo.

### Línea del tiempo
- En 1900 fallece Gottlieb Daimler.

- En 1902 se registra la marca “Mercedes”, nombre surgido desde que el cónsul de Austria en Niza, Emil Jellinek, inscribiera su coche Daimler en la primera carrera de Niza (1898). El auto ganó sucesivas carreras, y llevaba pintado en el capó el nombre de su hija Mercedes.

- En 1906 se abre la primera representación comercial de Daimler en España, en la madrileña calle de Conde de Peñalver, 25.

- En 1909 la Daimler - Motoren - Gesellschaft adopta la estrella de tres puntas como símbolo, y en ese mismo año la Karl Benz toma la corona de laurel y la rúbrica Benz como marca de fábrica.

- En 1924 se unen las compañías fundadas por Gottlieb Daimler y Karl Benz, formando así la Daimler-Benz AG y sus productos toman la marca de Mercedes-Benz.

- En 1929 fallecen Karl Benz y Wilhelm Maybach.

- En 1981 la Daimler-Benz AG adquiere la estadounidense Freightliner Trucks.

- En 1998 la Daimler-Benz AG se fusiona con la Chrysler Corporation para convertirse en DaimlerChrysler AG.

- El 15 de mayo de 2007 la compañía anuncia la venta de Chrysler a Cerberus Capital Management de fondos de inversión privada.[2]

- El 17 de abril de 2013, Daimler AG deja EADS, la compañía pariente de Airbus de Europa.[3]

- El 27 de junio de 2014 la compañía anuncia un acuerdo comercial con la alianza Renault-Nissan-Mitsubishi para la construcción de automóviles Mercedes-Benz e Infiniti en México, además de anunciar la construcción de una nueva planta de Aguascalientes (Aguascalientes), México.[4][5]

- En enero de 2020 se establece una alianza con el fabricante chino Geely para crear una nueva marca inteligente.[6]

## Fábricas de Daimler AG

### Automóviles

#### Mercedes-Benz
| Localización   | Ciudad               | Desde | Productos                                                                                | Comentarios | Empleados       |
| -------------- | -------------------- | ----- | ---------------------------------------------------------------------------------------- | --- | --------------- |
| Alemania       | Stuttgart            | 1904  | - Motores - Ejes - Transmisiones - Componentes (incluyendo el software de la maquinaria) | Sede de Daimler AG | 17.690          |
| Alemania       | Berlín               | 1902  | - Motores - Componentes - Sistemas de inyección                                          | | 2.628           |
| Alemania       | Sindelfingen         | 1915  | - Clase C - Clase CL - Clase CLS - Clase E - Clase S - SLS AMG                           | - Planta de uso compartido con Maybach - En la cifra de trabajadores no están incluidos los que trabajan en I+D                                                                     | 26.414          |
| Alemania       | Hamburgo             | 1935  | - Componentes para ejes y transmisiones. - Direcciones                                   | - Centro de diseño de EGR - Centro de investigación para el aligeramiento de componentes                                                                                            | 2.609           |
| Alemania       | Bremen               | 1938  | - Clase C - Clase E - Clase CLK - Clase GLK - Clase SL - Clase SLK                       | | 12.843          |
| Alemania       | Affalterbach         | 1976  | Motores                                                                                  | Centro de diseño de motores | 1.036           |
| Alemania       | Rastatt              | 1992  | - Clase A - Clase B                                                                      | | 6.168           |
| Alemania       | Kölleda              | 2003  | Motores                                                                                  | | 530             |
| Hungría        | Kecskemét            | 2012  | Clase B                                                                                  | | sobre 2.500     |
| Estados Unidos | Tuscaloosa (Alabama) | 1995  | - Clase R - Clase CL - Clase C - Clase M - Clase S - Clase CLS - Clase E                 | | 2.828           |
| India          | Chakan               | 2009  | - Clase C - Clase E - Clase S                                                            | |                 |
| China          | Pekín                | 2006  | - Clase C - Clase E - Clase GLK                                                          | |                 |
| Sudáfrica      | East London          | 1958  | - Clase C - Chasis                                                                       | |                 |
| México         | Aguascalientes       | 2018  | - Clase X                                                                                | Inicio de construcción de la factoría: 2015 Factoría de uso compartido con Nissan para la construcción de automóviles Infiniti Primeros modelos fabricados como Mercedez-Benz: 2018 |                 |
| España         | Vitoria              | 1954  | - Clase V                                                                                | | Empleados: 5000 |

#### Smart
| Localización | Ciudad  | Desde | Productos | Comentarios | Empleados |
| ------------ | ------- | ----- | --- | ----------- | --------- |
| Francia      | Hambach | 1997  | - Smart electric bike - Smart Fortwo - Smart Fortwo electric drive - Smart Forfour - Smart Forfour elecrtic drive |             | 822       |

#### Maybach
| Localización | Ciudad       | Desde | Productos         | Comentarios | Empleados |
| ------------ | ------------ | ----- | ----------------- | --- | --------- |
| Alemania     | Sindelfingen | 1915  | - Maybach 57 y 62 | - Fábrica de uso compartido con Mercedes-Benz - En la cifra de trabajadores no están incluidos los que trabajan en I+D | 26.414    |

### Vehículos Comerciales
| Localización   | Ciudad                        | Desde   | Productos                                                                                  | Comentarios                                                                     | Empleados |
| -------------- | ----------------------------- | ------- | ------------------------------------------------------------------------------------------ | ------------------------------------------------------------------------------- | --------- |
| Alemania       | Stuttgart                     | 1904    | - Motores - Ejes - Caja de cambios - Componentes (incluyendo el software de la maquinaria) | - Sede de Daimler AG - Fábrica de uso compartido con la división de automóviles | 17.690    |
| Alemania       | Ludwigsfelde                  | 1935/36 | Mercedes-Benz Sprinter                                                                     |                                                                                 | 2.079     |
| Alemania       | Düsseldorf                    | 1962    | Mercedes-Benz Sprinter                                                                     |                                                                                 | 6.592     |
| España         | Vitoria                       | 1954    | Mercedes-Benz Vito                                                                         |                                                                                 | 5000      |
| Estados Unidos | Charleston (Carolina del Sur) | 1999    | Mercedes-Benz Sprinter                                                                     |                                                                                 | 93        |
| Argentina      | Virrey del Pino               | 1951    | - Mercedes-Benz Sprinter - Mercedes-Benz Vito - Chasis                                     |                                                                                 | 1.800     |
| China          | Fuzhou                        | 2007    | - Mercedes-Benz Sprinter - Mercedes-Benz Viano                                             |                                                                                 | 1.800     |

### Camiones

#### Mercedes-Benz Trucks
| Localización | Ciudad       | Desde | Productos                                                                                            | Comentarios | Empleados |
| ------------ | ------------ | ----- | --- | --- | --------- |
| Alemania     | Stuttgart    | 1904  | - Motores - Ejes - Transmisiones                                                                     | Fábrica compartida con Mercedes Benz Cars                                                                                            | 17.690    |
| Alemania     | Rastatt      | 1894  | - Motores - Ejes - Transmisiones - Componentes - Moldes - Centro mundial de distribución y logística | Gaggenau es la fábrica de automoción más antigua del mundo y proporciona piezas y componentes a las demás fábricas del grupo Daimler | 6.212     |
| Alemania     | Kassel       | 1810  | - Ejes - Componentes - Direcciones                                                                   | | 2.893     |
| Alemania     | Mannheim     | 1908  | - Motores - Fundición - Embalaje                                                                     | | 5.062     |
| Alemania     | Wörth        | 1963  | - Actros - Axor - Atego - Econic - Unimog - Zetros                                                   | | 11.645    |
| Argentina    | Buenos Aires | 1951  | - Atron - Atego - Ejes                                                                               | |           |
| Portugal     | Tramagal     | 1980  | Oficinas                                                                                             | | 380       |
| Francia      | Molsheim     | 1967  | Vehículos especiales                                                                                 | | 560       |
| Turquía      | Aksaray      | 1986  | - Centro de Ingeniería - Atego - Axor - Actros - Unimog                                              | | 1.637     |
| Brasil       | Juiz de Fora | 1999  | - Accelo - Actros                                                                                    | | 870       |
| China        | Pekín        | 2011  | - Centro de I+D+I - Producción de camiones medios y pesados.                                         | Producción bajo la marca Auman | 5.900     |
| Sudáfrica    | Dassenberg   |       | Fundición                                                                                            | | 1.172     |

#### Western Star Trucks & Thomas Built Buses
| Localización   | Ciudad                           | Desde | Productos                                                            | Comentarios | Empleados |
| -------------- | -------------------------------- | ----- | -------------------------------------------------------------------- | ----------- | --------- |
| Estados Unidos | Cleveland                        | 1989  | - Century Class S/T - Columbia, Classic, Classic XL y Argosy.        |             | 1.457     |
| Estados Unidos | Gaffney                          | 1995  | - Chasis - Motores - Escuela de abutobuses comerciales y escolares   |             | 480       |
| Estados Unidos | Logan Township                   |       | Oficinas                                                             |             | 95        |
| Estados Unidos | Gastonia (Carolina del Norte)    | 1978  | - Forja - Estampado - Cabinas - Chasis - Centro de logística         |             | 1.160     |
| Estados Unidos | High Point                       | 1916  | - Centro de formación de operarios - Centro de I+D+I                 |             | 1.200     |
| Estados Unidos | Mount Holly (Carolina del Norte) | 1979  | Camiones de bomberos                                                 |             | 1.500     |
| Estados Unidos | Portland                         | 1942  | - Oficinas - Centro de I+D+I                                         |             | 1.962     |
| Estados Unidos | Portland                         | 1942  | - Western Star modelos 4700, 4800, 4900 y 6900 - Camiones militares. |             | 1.000     |
| Estados Unidos | Detroit                          | 1938  | - Motores - Ejes                                                     |             | 2.200     |

#### Freightliner Trucks
| Localización | Ciudad                 | Desde | Productos | Comentarios | Empleados |
| ------------ | ---------------------- | ----- | --- | ----------- | --------- |
| México       | Saltillo               | 2008  | Freightliner Cascadia Clase 8                                                                                      |             | 4.700     |
| México       | Santiago Tianguistenco | 1981  | - Freightliner's Business Clase M2 - Freightliner's FLD Series - Freightliner's Clase Century, Columbia y Coronado |             | 2.080     |
| México       | Toluca                 |       | Embalaje de motores, transmisiones y componentes.                                                                  |             | 170       |

#### BharatBenz Trucks
| Localización | Ciudad  | Desde | Productos                                                                                 | Comentarios | Empleados |
| ------------ | ------- | ----- | ----------------------------------------------------------------------------------------- | ----------- | --------- |
| India        | Chennai | 2012  | - Centro de I+D+I - Centro de pruebas - Producción de camiones ligeros, medios y pesados. |             | 1.200     |

#### Mitsubishi Fuso Trucks & Buses
| Localización | Ciudad   | Desde | Productos | Comentarios | Empleados |
| ------------ | -------- | ----- | --- | ----------- | --------- |
| Japón        | Kanagawa | 1990  | Diseño y fabricación de Chasis |             | 430       |
| Japón        | Kanagawa | 1943  | - Centro de I+D+I en tecnología híbrida - Motores - Motores industriales - Ejes - Transmisiones - Producción de camiones ligeros, medios y pesados. |             | 3.200     |
| Japón        | Tochigi  | 1980  | Centro de pruebas |             | 539       |
| Japón        | Kanagawa | 1975  | Componentes |             | 170       |
| Japón        | Toyama   | 1950  | - Centro de ingeniería - Ensamblaje de autobuses |             | 600       |

### Daimler Buses
| Localización    | Ciudad                | Desde | Productos                                                       | Comentarios | Empleados |
| --------------- | --------------------- | ----- | --------------------------------------------------------------- | ----------- | --------- |
| Alemania        | Dortmund              | 1998  | Minibuses                                                       |             | 249       |
| Alemania        | Mannheim              | 1908  | Pintura y ensamblaje                                            |             | 3.515     |
| Alemania        | Neu-Ulm               | 1991  | Pintura y ensamblaje                                            |             | 3.765     |
| Francia         | Ligny-en-Barrois      | 1981  | Ensamblaje final                                                |             | 406       |
| España          | Sámano                | 1998  | Ensamblaje de chasis                                            |             | 261       |
| República Checa | Holýšov               | 1998  | Componentes                                                     |             | 407       |
| Turquía         | Estambul              | 1995  | Pintura y ensamblaje                                            |             | 3.888     |
| India           | Pune                  | 2009  | Ensamblaje final                                                |             | 23        |
| Indonesia       | Gunung Putri          | 1982  | Ensamblaje final                                                |             | 145       |
| México          | Monterrey             | 1994  | Ensamblaje final                                                |             | 362       |
| Brasil          | São Bernardo do Campo | 1956  | - Motores - Cajas de cambios - Transmisiones - Ensamblaje final |             | 1.217     |
| Argentina       | Buenos Aires          | 1951  | - Chasis - Ejes - Ensamblaje final                              |             | 94        |
| Sudáfrica       | East London           | 1948  | Chasis                                                          |             | 34        |